# Чекменёв, Григорий Анатольевич
Григорий Анатольевич Чекменёв (1914-1944) — старший лейтенант Рабоче-крестьянской Красной Армии, участник Великой Отечественной войны, Герой Советского Союза (1944).

## Биография
Григорий Чекменёв родился 24 января 1914 года в селе Янкуль (ныне — Андроповский район Ставропольского края). После окончания семи классов школы работал водителем. В 1936 году Чекменёв был призван на службу в Рабоче-крестьянскую Красную Армию. Окончил полковую школу. С начала Великой Отечественной войны — на её фронтах.
К июню 1944 года старший лейтенант Григорий Чекменёв командовал взводом 1675-го артиллерийско-миномётного полка 30-й кавалерийской дивизии 1-го Белорусского фронта. Отличился во время освобождения Брестской области Белорусской ССР. 6 июня 1944 года в бою у деревне Будзевичи Барановичского района Чекменёв, оставшись у орудия с одним артиллеристом, лично вёл огонь, подбив несколько немецких танков. 8 июля 1944 года в бою за деревню Тешевле того же района Чекменёв погиб. Похоронен в братской могиле в Первомайском.
Указом Президиума Верховного Совета СССР от 25 сентября 1944 года старший лейтенант Григорий Чекменёв посмертно был удостоен высокого звания Героя Советского Союза. Также был награждён орденами Ленина и Красной Звезды, медалью.
В честь Чекменёва названа улица в селе Курсавка Ставропольского края
В честь Чекменёва названа улица в г.Сочи Краснодарского края..